# Jelizovo
Jelizovo (rusky Елизово) je město v Kamčatském kraji v Ruské federaci. Při sčítání lidu v roce 2010 mělo bezmála čtyřicet tisíc obyvatel. Jelizovo je administrativním centrem Jelizovského okresu.

## Poloha a doprava
Jelizovo leží na jihovýchodě Kamčatského poloostrova na řece Avače zhruba dvacet kilometrů na severozápad od jejího ústí do Avačského zálivu Tichého oceánu. Správní středisko kraje, Petropavlovsk-Kamčatskij, je vzdáleno zhruba třicet kilometrů rovněž směrem na jihovýchod.
Jihovýchodně od města se nachází stejnojmenné letiště využívané hlavně Petropavlovskem-Kamčatským. Přes město vede silnice R474, nejdůležitější silnice poloostrova spojující Petropavlovsk-Kamčatskij s Usť-Kamčatskem na severu poloostrova. Od ní se zde odpojuje silnice vedoucí do Viljučinsku ležícího přibližně dvacet kilometrů jižně.

## Dějiny
Ruská osada zde byla založena v roce 1848 a později byla nazývána Staryj Ostrog (Ста́рый Остро́г). V roce 1897 došlo k přejmenování na Zavojko (Заво́йко) k poctě ruského admirála Vasilije Stěpanoviče Zavojka, který úspěšně vedl obranu při obležení Petropavlovsku-Kamčatského v roce 1854. K přejmenování na Jelizovo došlo v roce 1924 k poctě Georgije Matvejeviče Jelizova.

### Rodáci
- Anna Zacharovna Volkovová (* 1956), historička
- Dmitrij Petrovič Bak (* 1961), filolog, literární vědec, novinář
- Vasilij Michajlovič Širjajev (* 1978), literární kritik
- Alexej Vladimirovič Boltěnko (* 1979), biatlonista
- Alexandr Viktorovič Chorošilov (* 1984), sjezdař
- Jurij Fjodorovič Kudrjašov (* 1946), biatlonista